# Choli (Zypern)
Choli (griechisch Χόλη) ist eine Gemeinde im Bezirk Paphos in der Republik Zypern. Bei der Volkszählung im Jahr 2021 hatte sie 74 Einwohner.
In der Gemeinde befinden sich die Kirchen Archangelos Michail, Agios Georgios und Agia Marina, Panagia Eleousa, Agios Aristos und Agiasma tis Agias Eleni.

## Lage und Umgebung

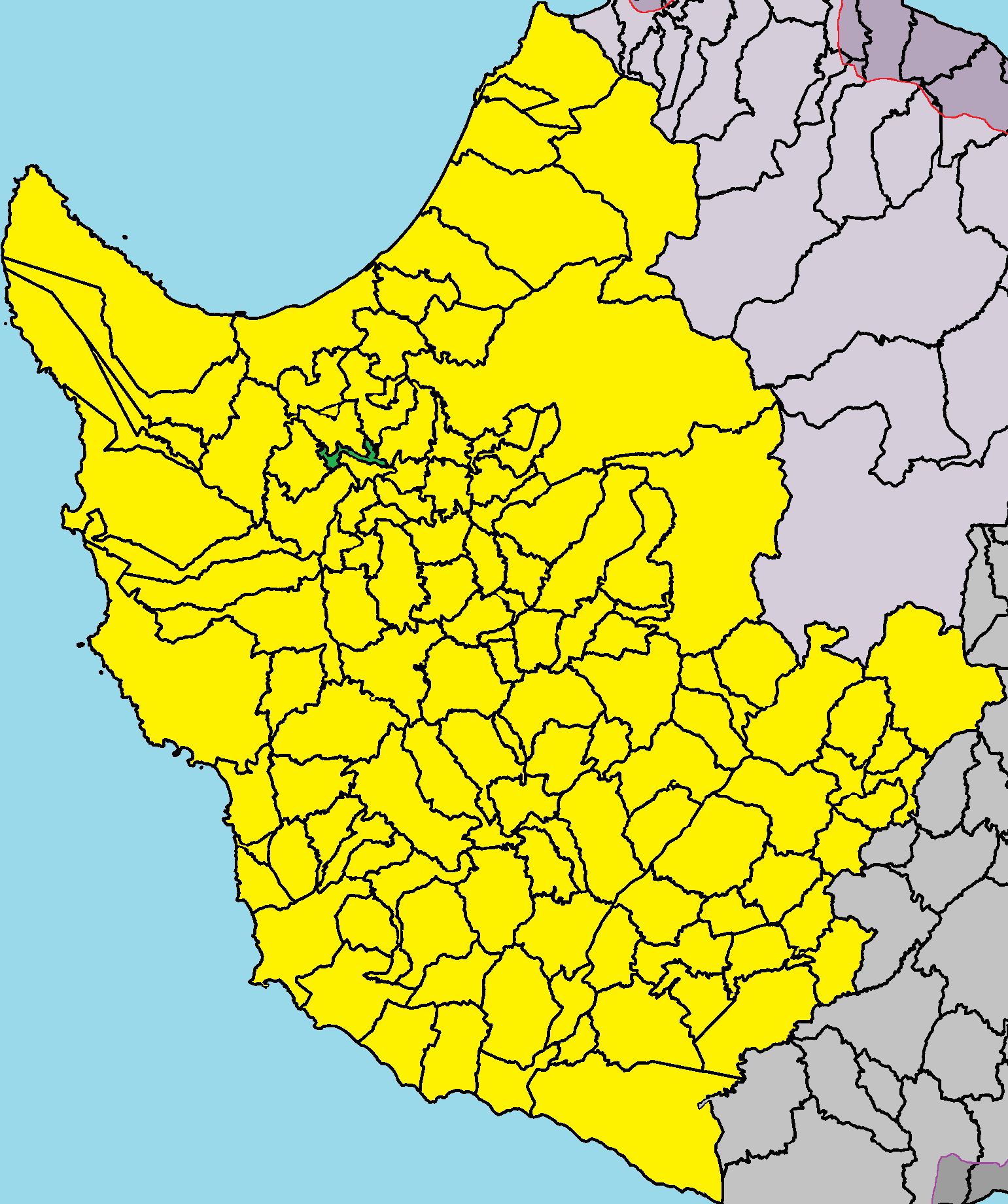
Lage im Bezirk Paphos

Choli liegt im Westen der Mittelmeerinsel Zypern auf einer Höhe von etwa 200 Metern, etwa 30 Kilometer nördlich von Paphos. Das 1,58343 Quadratkilometer große Dorf grenzt im Norden an Goudi und Steni, im Osten an Peristerona, im Süden an Skoulli und Kritou Tera und im Westen an Terra. Das Dorf kann über die Straße F731 erreicht werden, einen Abzweig der B7.
Die durchschnittliche jährliche Niederschlagsmenge im Ort beträgt etwa 580 Millimeter. In der Umgebung werden Getreide, Hülsenfrüchte und Leguminosen, hauptsächlich Bohnen, Tabak, Zitrusfrüchte, Oliven und Reben, angebaut.

## Geschichte
Choli wurde wahrscheinlich im Mittelalter gegründet.

### Bevölkerungsentwicklung
| Jahr      | 1881 | 1891 | 1901 | 1911 | 1921 | 1931 | 1946 | 1960 | 1973 | 1976 | 1982 | 1992 | 2001 | 2011 | 2021 |
| Einwohner | 48   | 64   | 65   | 69   | 73   | 79   | 83   | 76   | 66   | 60   | 52   | 47   | 69   | 83   | 74   |